# ميخائيل فرنسيس فاي
ميخائيل فرنسيس فاي (بالإنجليزية: Michael F. Fay)‏ هو عالم نبات بريطاني، ولد في 1960.